# Gamelán gong kebyar
Gamelán gong kebyar es el género de gamelán que más popularidad ha tenido en el transcurso del siglo XX, de todos los que se han desarrollado recientemente en la isla indonesia de Bali.
A diferencia de otros gamelán, las composiciones para kebyar se caracterizan por grandes contrastes de tempo, dinámica y orquestación. Además, sus patrones melódicos y rítmicos (kotekan), propios de muchas músicas de gamelán, se encuentran entre los más complejos que ha engendrado esta tradición. Dadas las características de su repertorio, el gamelán gong kebyar demanda un virtuosismo para su ejecución que se adquiere después de un largo proceso de formación basado en la práctica y los ensayos colectivos.

## Afinación
El gamelan gong kebyar está afinado en una escala pentatónica que proviene del sistema heptatonal pelog. De todas las escalas pentatónicas utilizadas que se derivan del pelog, podemos decir que la sonoridad del kebyar oscila generalmente entre los modos selisir y tembung. A las notas de las escalas pentatónicas se las llama, por orden, ding, dong, deng, dung y dang, siendo sus distancias respectivas variables en función de la escala elegida. Los intervalos formatos, sin embargo, mantienen unas proporciones generales que, empezando por el ding, serían del orden de: una segunda, una segunda, una tercera, una segunda y una tercera, llegando con este último al ding de la octava superior. El proceso de afinación consiste en afinar todas las octavas partiendo de una octava central, tratando de conservar un carácter global. A diferencia de muchas afinaciones occidentales, no se parte de la identidad de las relaciones de octava y quinta. Los instrumentos modernos tienden a afinarse reduciendo la distancia entre las segundas y ampliándola entre las terceras, mientras que antiguamente los intervalos eran más similares en amplitud.
Una de las peculiaridades del kebyar es la presencia de una pequeña diferencia de afinación en cada pareja de metalófonos iguales, lo que genera un efecto de batimiento (ombak). Este batimiento ha de tener un valor constante en hercios, lo que condiciona la afinación del conjunto del gamelan. Esto implica que haya dos alturas ligeramente distintas para cada nota, así y como esto mismo hace que los intervalos tengan una amplitud diferente en cada octava.
El número de notas de un gamelan gong kebyar sería de 21 en total, 4 octavas y el ding superior, o 42 si tenemos en cuenta las de cada miembro de la pareja. Aparte, se debe añadir el ding grave de los gongs.
Debido a esto, cada gamelán es único en su afinación y totalmente individual en su carácter.